# Bundesautobahn 861
La Bundesautobahn 861 (A 861), è una breve autostrada tedesca della lunghezza di 4 km che collega la A 98, dalla quale ha origine senza soluzione di continuità, alla città di Rheinfelden ed al confine con la Svizzera.

## Percorso
| A 861 |           |                             |     |                |                |
| Tipo  | n° uscita | Indicazione                 | km  | Corrispondenze | Strada europea |
|       | 1         | Hochrhein                   | 4,3 |                |                |
|       | 2         | Rheinfelden Mitte           | 2,3 |                |                |
|       | 3         | Rheinfelden Sud             | 0,2 |                |                |
|       | 4         | Confine di Stato - Svizzera | 0,0 |                |                |